# Katholieke Universiteit Leuven

Logo

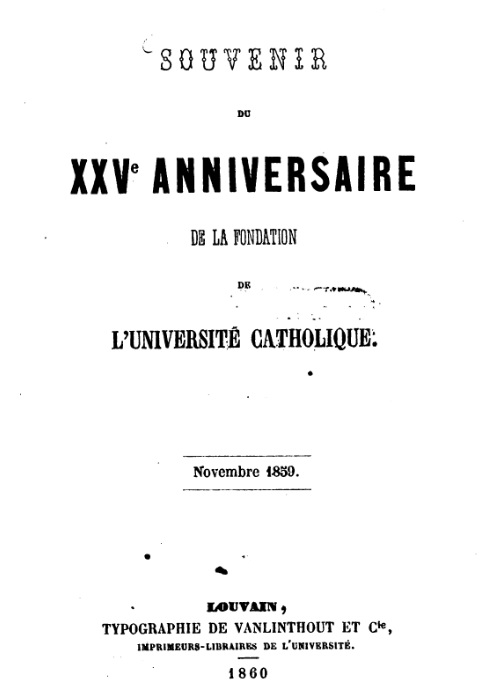
Buch zum 25. Jahrestag der Gründung der Katholischen Universität von Louvain am 3. November 1859.

Die Katholieke Universiteit Leuven (lateinisch Universitas catholica Lovaniensis ‚Katholische Universität Löwen‘) oder kurz KU Leuven ist eine niederländischsprachige Universität mit Sitz in Löwen (niederländisch Leuven, französisch Louvain) in der belgischen Region Flandern. In ihrer heutigen Form entstand sie infolge der Spaltung der Löwener Universität in eine niederländisch- und eine französischsprachige Hochschule im Jahr 1968 im Zuge des flämisch-frankophonen Konflikts. Die deutsche Übersetzung des Namens ist mehrdeutig, da sie auch auf die französischsprachige Université catholique de Louvain (UCLouvain) in Louvain-la-Neuve zutrifft.

## Geschichte
→ Zur Geschichte bis 1968 siehe Geschichte der Universitäten zu Löwen

## Die Universität heute
Die KU Leuven zählt weltweit zu den renommiertesten Universitäten. Laut den World University Rankings 2015/2016 der Times Higher Education ist die KU Leuven weltweit auf Platz 35. An der Katholischen Universität Löwen studierten im akademischen Jahr 2019/2020 58.653 Studenten, davon sind 16 % ausländische Studierende. Die Universität hat 18.600 Beschäftigte, verfügt über eine Fläche von 1.000.000 m² und 26.500 Räume. Insgesamt gibt es in Löwen 16 Fakultäten:
- Theologische Fakultät
- Fakultät für Kirchenrecht
- Philosophische Fakultät
- Rechtswissenschaftliche Fakultät

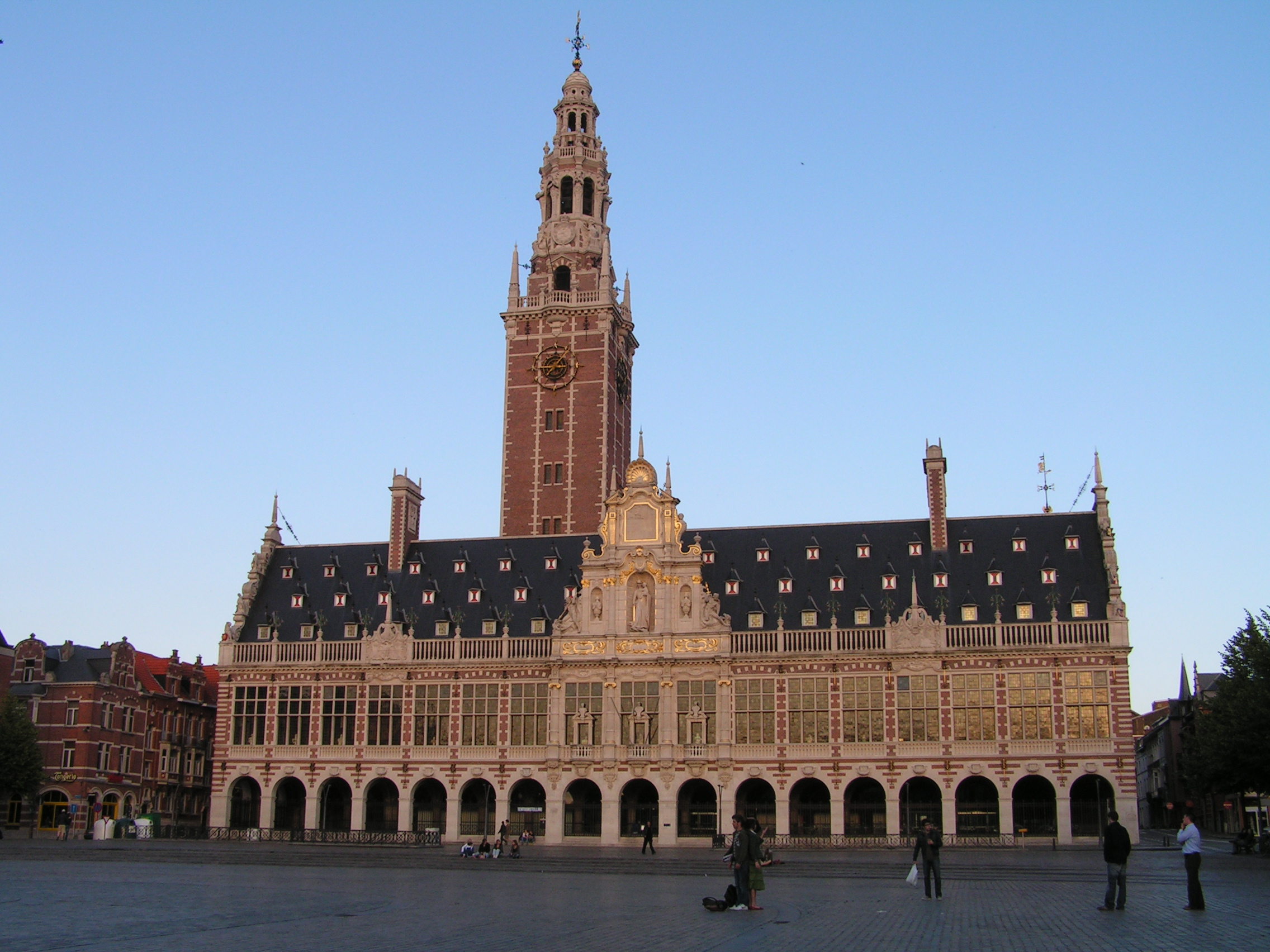
Universitätsbibliothek, KU Leuven

- Wirtschaftswissenschaftliche Fakultät
- Sozialwissenschaftliche Fakultät
- Philologische Fakultät
- Fakultät für Psychologie und Pädagogik
- Medizinische Fakultät
- Fakultät der Pharmazeutischen Wissenschaften
- Fakultät für Kinesiologie und Rehabilitation
- Naturwissenschaftliche Fakultät
- Fakultät für Ingenieurwissenschaften
- Fakultät für Bio-Ingenieurwissenschaften
- Fakultät für Industrielle Ingenieurwissenschaften
- Fakultät für Architektur

Der größte und älteste Campus ist in Leuven. Die Universität bietet auch Studienkurse in Kortrijk, Antwerpen, Gent, Brügge, Ostende, Diepenbeek, Geel, Sint-Katelijne-Waver, Aalst und in Brüssel an.
Am 15. und 16. Februar 2025 beging die Universität Feierlichkeiten zum 600-jährigen Bestehen.

## Rektoren
Nach der Teilung leiteten folgende Rektoren die Katholische Universität Löwen:
| Rektor            | Amtszeit  |
| ----------------- | --------- |
| Pieter De Somer   | 1968–1985 |
| Roger Dillemans   | 1985–1995 |
| André Oosterlinck | 1995–2005 |
| Marc Vervenne     | 2005–2009 |
| Mark Waer         | 2009–2013 |
| Rik Torfs         | 2013–2017 |
| Luc Sels          | 2017–     |

## Alumni

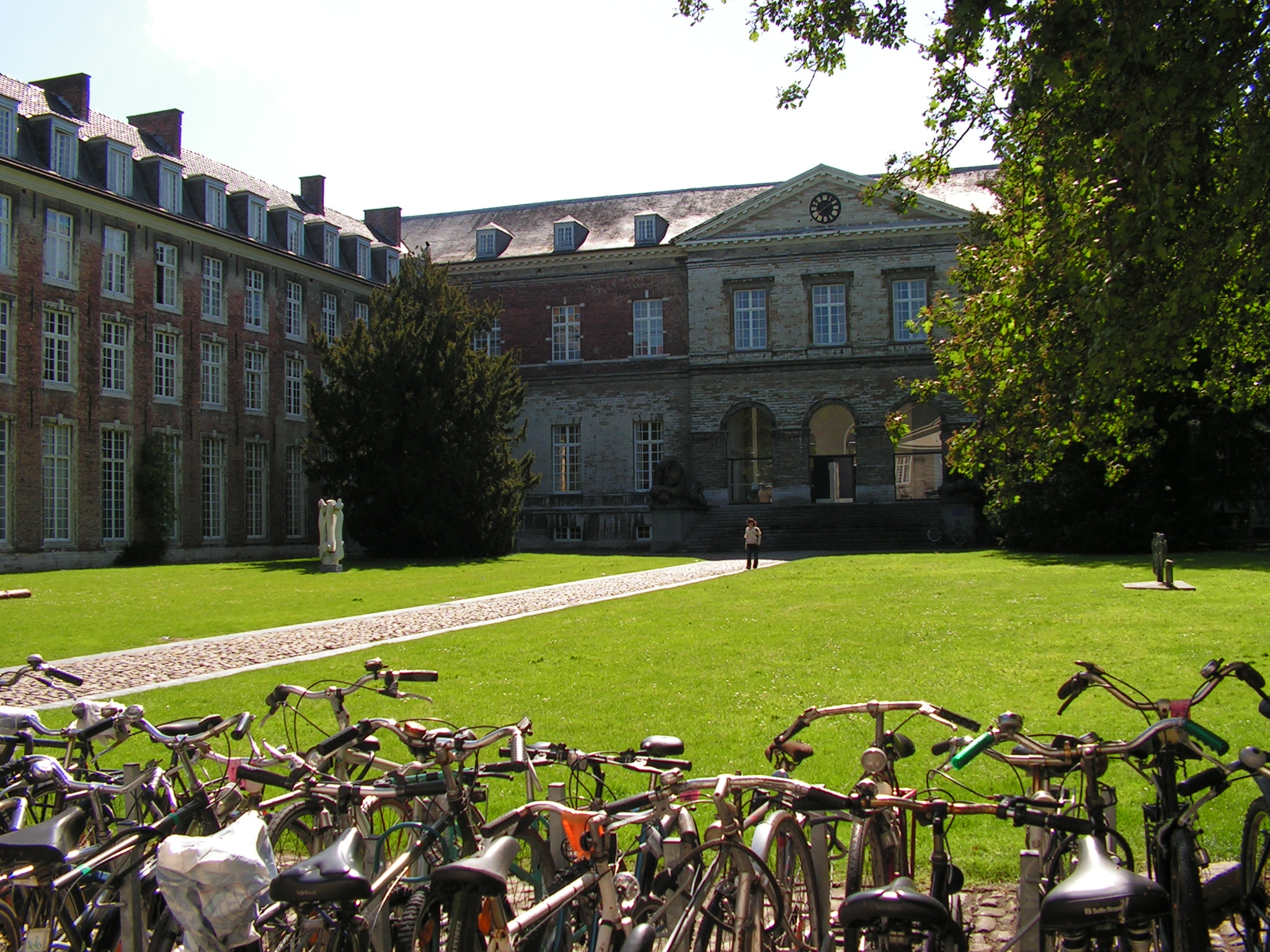
Papst Adrian VI. College

Ausführlicher: Liste der Alumni der Katholischen Universität Löwen
- Georges Lemaître (1894–1966), Begründer der Urknalltheorie
- Joan Daemen (* 1965), Kryptologe, einer der Entwickler des Advanced Encryption Standard (AES)
- Vincent Rijmen (* 1970), Kryptologe, einer der Entwickler des Advanced Encryption Standard (AES)
- Gustavo Gutiérrez (1928–2024), Mitbegründer und Namensgeber der Befreiungstheologie
- Otto von Habsburg (1912–2011), Publizist, Politiker und Schriftsteller
- Affonso Felippe Gregory (1930–2008), Bischof von Imperatriz, Präsident von Caritas International 1991–1998
- Emile van Dievoet (1886–1967), Jurist, Vorkämpfer für die Rechte der Flamen, Minister
- Herman Van Rompuy (* 1947), Präsident des Europäischen Rates
- Koen Lenaerts (* 1954), Präsident des Europäischen Gerichtshofs

## Ehrendoktoren
- Hendrik Conscience (1881)[9]
- Guido Gezelle (1888)
- Stijn Streuvels (1938)
- Corneel Heymans (1940)
- Alexander Fleming (1945)
- Paul Claudel (1946)
- Konrad Adenauer (1958)[9]
- Robert Schuman (1958)
- Walter Hallstein (1967)[10]
- U Thant (1968)
- Jan Tinbergen (1971)
- John Kenneth Galbraith (1972)
- Karl Rahner (1972)
- Sicco Mansholt (1973)
- Edward Schillebeeckx (1974)
- Kurt Waldheim (1975)
- Emmanuel Levinas (1976)
- Rudolf Mößbauer (1976)
- Eugène Ionesco (1977)
- Ralf Dahrendorf (1977)
- Krzysztof Penderecki (1979)
- Helmut Schmidt (1983)
- Umberto Eco (1985)
- Richard von Weizsäcker (1986)
- Franz Pöggeler (1986)
- Jacques Derrida (1989)
- Roger Schutz (1990)
- Niklas Luhmann (1993)
- Joseph Stiglitz (1994)
- Helmut Kohl (1996)
- Gerard ’t Hooft (1996)
- Alan Greenspan (1997)
- Martha Nussbaum (1997)
- Philippe Herreweghe (1997)
- Muhammad Yunus (1998)
- Carla Del Ponte (2002)
- Philippe, König der Belgier (damals noch Kronprinz) (2002); gegen diese Verleihung gab es Proteste vonseiten von Professoren.[11][12][13]
- Mario Vargas Llosa (2003)
- Gerhard Ertl (2003)
- Roger Penrose (2005)
- Roberto Benigni (2007)
- David Grossman (2007)
- Sigrid Weigel (2007)
- Rem Koolhaas (2007)
- Bas van Fraassen (2008)
- Sari Nusseibeh (2009)
- Walter Bär (2010)
- Timothy Garton Ash (2011)
- Christian Thielemann (2012)
- Jacques Rogge (2012)
- Herman Van Rompuy (2012)
- Navanethem Pillay (2012)
- Leon Chua (2013)
- Antonio Damasio (2013)
- Dennis J. Selkoe (2013)
- Abhijit Vinayak Banerjee (2014)
- Michael Marmot (2014)
- Philippe Claudel (2015)
- Ban Ki Moon (2015)
- Michelle Bachelet (2015)
- Angela Merkel (2017)[14]

## Studentenverbindungen
- Corps Flaminea Löwen
- K. A. V. Lovania Löwen